# Diplocephalus crassilobus
Diplocephalus crassilobus es una especie de araña araneomorfa del género Diplocephalus, familia Linyphiidae, orden Araneae. La especie fue descrita científicamente por Simon en 1884.

## Descripción
El cuerpo del macho mide 2,5-3 milímetros de longitud y el de la hembra 1,8-2,0 milímetros.

## Distribución
Se distribuye por Turquía.